# Gallo Pisano
Gallo Pisano, detto Galletto (Pisa, ... – ...; fl. XIII secolo), è stato un poeta italiano valutato da molti studiosi affine alla poesia di Guittone d'Arezzo.

## Biografia
Gallo Pisano fiorì verso il 1250 e Dante Alighieri, nell'opera De vulgari eloquentia, lo cita tra i rimatori più importanti del suo secolo, e lo ricorda insieme a Guittone d'Arezzo, Bonagiunta Orbicciani, Mino Mocato da Siena, Brunetto Latini fra i rimatori toscani che usarono un volgare "municipale".
È stato l'autore di due canzoni:
- In alta donna ho miso mia 'ntendansa;
- Credeam' essere, lasso.

Di Galletto Pisano disse Dante: 
(Dante Alighieri, De vulgari eloquentia)